# 穆罕默德·莫赫比
穆罕默德·莫赫比（波斯語：محمد محبی，1998年12月20日—），是一名伊朗职业足球运动员，司职前锋。现被葡超俱乐部圣克拉拉租借至德黑兰独立，也代表伊朗国家足球队
。

## 荣誉
沙巴罕
- 伊朗职业足球联赛亚军：2021/22赛季

德黑兰独立
- 伊朗超级杯冠军：2022